# Universidad Autónoma del Estado de Morelos
La Universidad Autónoma del Estado de Morelos (UAEM) es una institución de educación de bachillerato, pregrado y posgrado, cuya sede se encuentra en la ciudad de Cuernavaca, México.
Como universidad autónoma es un organismo público, descentralizado del Estado, basada en los principios de libertad de cátedra y de investigación, se haya inspirada en todas las corrientes del pensamiento, sin tomar parte en actividades militantes o que tengan relación con algún partido político.

## Antecedentes
El 25 de diciembre de 1938, debido a la coincidencia de ideologías entre Lázaro Cárdenas y el gobernador del estado, Elpidio Perdomo, se fundó el Instituto de Estudios Superiores del Estado de Morelos, su primer director fue el licenciado Bernabé L. de Elías.
El aumento de la demanda por ingresar a las carreras que se ofertaban y la mejora de la enseñanza superior en la Entidad fueron los motivos para que las autoridades del Instituto y el gobernador del Estado presentaran ante la Cámara de Diputados, la iniciativa para la transformación del Instituto en Universidad. Quince años después de la fundación del Instituto de Educación Superior, en 1953, la XXXI Legislatura Constitucional, estableció la Ley Constitutiva y Reglamentaria de la Universidad del Estado de Morelos.
En el artículo segundo de la citada ley, se establecen como finalidades de la Universidad las siguientes: 
a) Formar bachilleres, profesionales, investigadores y técnicos útiles a la sociedad y en general impartir la educación superior.
b) Realizar investigación científica, filosófica y artística.
c) Realizar actividades de divulgación de la cultura en todas las clases sociales del Estado y fuera de él.
d) Prohijar, en general, labores culturales extrauniversitarias.
Durante ese año, la Universidad del Estado de Morelos ofertó opciones educativas en dos niveles:
- Nivel Medio Superior:
  - Bachillerato
  - Enfermería y Obstetricia
  - Normal de Maestros
  - Normal de Educadoras

- Nivel Superior:
  - Comercio y Administración
  - Ciencias Químicas

Debido a que no se contaba con instalaciones propias, cada uno de los programas educativos que ofrecía la Universidad, se impartieron en espacios geográficamente dispersos, situación que impedía contar con una identidad institucional. Durante la administración del Lic. Francisco Cabrera de la Rosa, Rector interino de la Universidad en el periodo 1958-1960, se inició la gestión para la edificación de un plantel exclusivo para la Institución.

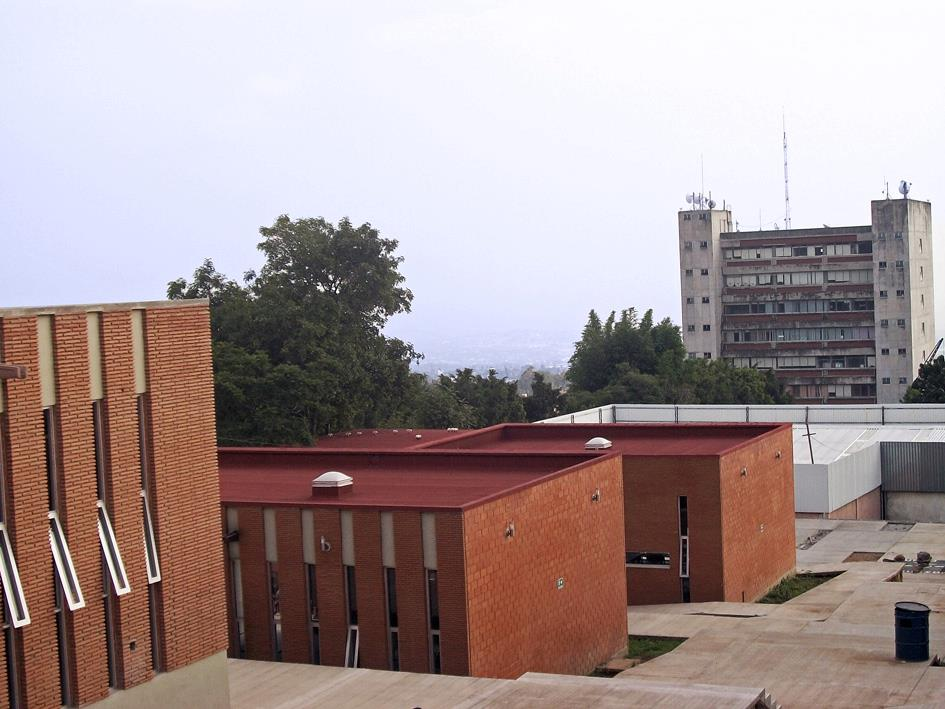
Al fondo la Rectoría de la Universidad Autónoma del Estado de Morelos desde la Facultad de Artes (2012)

En el periodo de 1960-1964, durante la administración del Biol. J. Félix Frías Sánchez, se logró la donación de las tierras comunales ubicadas en Chamilpa, para la construcción de los edificios que albergarían a la Universidad. Dichos terrenos contaban con la construcción de dos edificios, originalmente pensados para establecer el Colegio Militar.
Instalada al norte de la ciudad de Cuernavaca, el 22 de noviembre de 1967, se publica la Ley Orgánica y se decreta la Autonomía universitaria, dando origen a la Universidad Autónoma del Estado de Morelos.
Para el período administrativo del Lic. Carlos Celis Salazar la universidad tuvo un avance en sus funciones administrativas con la reorganización del departamento encargado de atender la demanda e ingreso. En cuanto a cuestiones académicas se logró la reestructuración del programa de estudios de las Escuelas Preparatorias a tres años. En cuanto a infraestructura, se logró la donación de una propiedad privada, lo que en la actualidad es la Unidad Profesional los Belenes; se obtuvieron algunos vehículos para el transporte y se estableció el centro médico.
Durante el rectorado del Q.I. Sergio Figueroa Campos se crearon 7 programas educativos de nivel superior y se aprobaron los primeros 4 programas de posgrado de nivel maestría. Se construyó el Auditorio n.º 1; se empezaron a promover talleres deportivos y culturales para el alumnado; se fundó el Sindicato Independiente de Trabajadores Académicos de la Universidad, asegurando los derechos de seguridad social de sus trabajadores docentes. Por primera vez, se otorgan becas a estudiantes y profesores/as para que pudieran concluir sus estudios en países del extranjero y se firman convenios con organismos federales y locales para la realización del servicio social. El aparato administrativo creció notablemente al crearse la Secretaría Académica, la Secretaría Particular, 14 nuevas direcciones y 18 departamentos.
En el sexenio de 1982-1988, a cargo del Ing. Fausto Gutiérrez Aragón, con la intención de dar alternativas de estudios superiores a egresados del nivel medio superior, en las diferentes regiones del Estado, se inicia la expansión de la Universidad, creándose (1985) el Instituto Profesional de la Región Oriente; constituyéndose como el primer campus regional universitario (actualmente Campus Oriente). Este instituto inicialmente atendió el área agrícola, ofertando las siguientes carreras:
- Ingeniería en Maquinaria y Equipo Agrícola
- Ingeniería en Producción Vegetal
- Ingeniería Fitosanitaria

Un año después integra y ofrece 3 nuevas opciones educativas en el área de las Ciencias Sociales y Administrativas:
- Licenciatura en Sociología
- Licenciatura en Economía
- Licenciatura en Relaciones Públicas

Para 1987, el instituto incorporó a su oferta educativa 2 programas más:
- Contador/a Público/a
- Licenciatura en Administración.

En septiembre de 1985 nace el Instituto de Ciencias de la Educación (ICE), primer instituto de la universidad cuyo fin es formar a las y los profesionales educativos. Su primer director fue el Mtro. José Sergio Eduardo Aguilar Sánchez. En un primer momento se ofrecían las licenciaturas en Ciencias de la Educación, en Docencia (con especialidad en Ciencias Sociales y Humanidades) y la, entonces innovadora, Licenciatura en Comunicación y Tecnología Educativa. A principios de los años noventa el instituto fue la Unidad Académica más grande de la UAEM, pues además de las tres arriba mencionadas, se agregarían las de Enseñanza del Inglés, Enseñanza del Francés, Educación Física y Filosofía. También dependía del ICE el Centro de Lenguas (CELE); tiempo después se separaría el CELE y la licenciatura en Filosofía se movería a la entonces Facultad de Humanidades.
Posteriormente, las seis licenciaturas obtuvieron el nivel 1 de calidad de acuerdo a evaluaciones de los Comités Interinstitucionales de Evaluación de la Educación Superior (CIEES); una maestría y un doctorado, que también están acreditados en el PNPC.
Del ICE han surgido personajes relevantes en el campo educativo del estado de Morelos, como es el Dr. Miguel Ángel Izquierdo Sánchez, quien fue subsecretario de Educación Media Superior del estado; la primera doctorada de la universidad la Dra. Martha Luz Arredondo Ramírez.  
En el sexenio 1988-1994 se impulsó la planeación estratégica en las funciones académico-administrativas. Para ello, la administración a cargo del Dr. Alejandro Montalvo Pérez, propuso la integración del Consejo de Planeación Académica y Desarrollo Institucional que fue aprobado por el H. Consejo Universitario en sesión del 28 de julio de 1988; el primer presidente de este Consejo de Planeación fue el Mtro. Alejandro Pacheco Gómez. En este período se crearon los siguientes 12 programas de posgrados:
- Especialidad en Entomología
- Especialidad en Medicina Familiar
- Maestría en Ciencias Biomédicas e Investigación Clínica Geriátrica
- Maestría en Planeación y Desarrollo
- Maestría en Desarrollo Urbano
- Maestría en Formación de Profesores
- Maestría en Comunicación Educativa
- Maestría en Historia Contemporánea
- Doctorado en Educación
- Doctorado en Ciencias e Ingeniería de los Materiales
- Doctorado en Recursos Bióticos y Biotecnología

Vía convenio celebrado con el Centro de Investigación y de Estudios Avanzados (CINVESTAV) y el Instituto Politécnico Nacional, se logra la implementación de los siguientes posgrados:
- Especialidad en Enseñanza de las Matemáticas y la Informática
- Maestría en la Enseñanza de las Matemáticas y la Informática
- Doctorado en la Enseñanza de las Matemáticas y Ciencias de la Cognición.

En 1988, se creó la Escuela de Ciencias con la Licenciatura en Física y para 1994 se aprueba la creación de la Unidad de Investigación y Servicios Psicológicos (UNISEP), adscrita a la Facultad de Psicología. En cuanto a la infraestructura universitaria, se construyeron los edificios que hoy albergan al ICE, al Centro de Autoacceso y Teleinformática (CAAT), al Centro de Investigaciones en Ingeniería y Ciencias Aplicadas (CIICAp), al Centro de Investigaciones en Química (CIQ) y la primera etapa de la Unidad de Investigaciones y Servicios Agropecuarios (UNISA); además de la torre universitaria. Este sexenio enfrentó la problemática de concentrar la mayor parte de la matrícula en las carreras más demandadas: Contaduría pública, Administración, Arquitectura, Derecho, Medicina y Psicología, por lo que se propuso la creación de un segundo Instituto regional que estaría ubicado en la zona sur del Estado. En 1993, se crea el Instituto Profesional de la Región Sur (IPRES), actualmente Campus sur, ubicado en el Municipio de Jojutla, que inició ofertando las carreras de licenciatura en Derecho, licenciatura en Administración y Contaduría Pública.
En la Administración 1995-2001, a cargo del M.C. Gerardo Ávila García, se realizó un diagnóstico por regiones, que buscó identificar las condiciones en las que se desarrollaban las funciones sustantivas de la UAEM, así como las expectativas que la sociedad tenía en torno a la institución. En este período se realiza la reforma al programa de estudios de bachillerato escolarizado; se aprueba el modelo de educación abierta y a distancia; se reestructura el plan de estudios de bachillerato en la modalidad abierta y a distancia; se crean las escuelas de Humanidades, Artes y Farmacia, que ofertan 7 programas educativos de nivel licenciatura; se impulsa el programa de educación continua; se fortalece el vínculo con la sociedad a través del servicio social comunitario; se crea la estación de radio universitaria (UFM 106.1).
La administración 2001-2007, presidida por el Psic. René Santoveña Arredondo, se transformaron los ambientes de aprendizaje, teniendo como eje vertebral al estudiante y el entorno en el que se forma. Dentro de las aspectos más relevantes de su administración se encuentran:
- La transformación de los Institutos profesionales en Campus universitarios.
- La reorganización del trabajo académico a partir de 6 dependencias de educación superior.
- La promoción de una cultura de planeación estratégica colegiada e interdisciplinaria.
- La evaluación de los programas educativos ante los comités interinstitucionales de evaluación de la educación superior.
- El reconocimiento de la UAEM ante la Asociación Nacional de Universidades e Instituciones de Educación Superior, como una institución de educación superior generadora de conocimiento en áreas científicas, artísticas y humanidades.
- El fortalecimiento de las líneas de generación y aplicación del conocimiento a través de sus cuerpos académicos.
- La ampliación de la Red de cooperación e Intercambio con universidades del país y del extranjero.
- El uso eficiente de las plataformas tecnológicas en los procesos académicos y administrativos universitarios.
- El desarrollo del primer Sistema Institucional de Información Estudiantil
- El desarrollo e implementación del entorno virtual de aprendizaje colaborativo para la implementación de programas educativos a través del Sistema de educación abierta y a distancia.
- La apertura del Doctorado en Farmacia
- La apertura de la Ingeniería en Producción Animal

## Oferta académica y cuerpo docente
Según lo señalado en el Plan Institucional de Desarrollo de la Actual administración (2007-2012) de la UAEM, a cargo del Dr. Fernando Bilbao Marcos, la institución cuenta con 27 unidades académicas; así como 5 centros y 2 unidades de investigación, ubicados en 3 campus y 4 sedes universitarias instaladas en los diferentes municipios del Estado. En el ciclo escolar 2008-2009 se atendió una población de 18,601 estudiantes, distribuidos en: 5,876 en nivel medio superior; 11,031 en nivel superior y 1,694 en posgrado. Las y los estudiantes son atendidos por 2,153 docentes, 895 administrativos sindicalizados de base y 342 administrativos de confianza.
De los 2,153 docentes que integran la planta académica, 434 son profesores/as de tiempo completo (PTC); de los cuales 319 (73.5%) tienen grado de doctorado, 88 (20.2%) maestría y 27 (6.2%) licenciatura. Dentro de éstos números, 213 PTC (49.0%) pertenecen al Sistema Nacional de Investigadores (SNI) y 301 (69.3%) poseen el perfil deseable; además 308 (70.9%) son beneficiados/as por el Programa de Estímulos al Desempeño Docente.
La oferta educativa de la UAEM está integrada por 4 programas de nivel medio superior; 8 programas de profesional asociado; 43 licenciaturas; así como 38 posgrados, (7 especialidades, 22 maestrías y 9 doctorados).
Los estudios que ofrece la institución en el nivel medio superior son:
- Bachillerato General (escolarizado y abierto a distancia)
- Bachillerato Bivalente
- Bachillerato propedéutico orientado.

Los estudios de licenciatura y posgrado están organizados en 6 dependencias de Educación Superior.
La función docente presenta un grado de desarrollo sumamente diferente, en todos los niveles áreas de conocimiento y programas educativos. Un porcentaje importante de profesores/as por asignatura, tienen como principal actividad profesional la docencia, sin que se encuentren habilitados, en muchos casos, para ejercerla adecuadamente.
En el nivel superior, los programas educativos que cuentan con la mayor matrícula son precisamente los que tienen menor número de PTC. Las actividades colegiadas de tutoría, dirección de tesis, evaluación curricular, entre otras, se ven afectadas por esta circunstancia. Un segmento de este tipo de profesorado tiene cargas docentes que ocupan la mitad de su jornada de trabajo, contrario a los/as PTC adscritos/as a los centros de investigación que tienen una participan limitada en la cátedra.
Las escuelas y facultades de más reciente creación, a través de los cuerpos académicos, muestran adecuados niveles de fortaleza y calidad en el ejercicio docente y de investigación, sin embargo, enfrentan una fuerte problemática en el ámbito de la infraestructura física.
Por lo que respecta a los programas de posgrado, el mayor número de programas se ofrece en el campus norte, persistiendo la tendencia a ser ofertados por una sola Facultad, lo cual limita su fortalecimiento con la participación de docentes de otras unidades académicas o centros de investigación.
En lo concerniente a la investigación, los apoyos de instancias como CONACyT y programas como Programa Integral para el Fortalecimiento Institucional (PIFI) y el Programa de Mejoramiento del Profesorado (PROMEP), han permitido que se experimente un desarrollo notable a través de las líneas generación de conocimiento, que cultivan los núcleos de investigadores adscritos a los 5 centros y 2 unidades de investigación con los que cuenta la UAEM, así como a sus unidades académicas.

## Divisiones académicas
- Facultades
  - Facultad de Arquitectura
  - Facultad de Artes
  - Facultad de Ciencias Agropecuarias
  - Facultad de Ciencias Biológicas
  - Facultad de Ciencias Químicas e Ingeniería
  - Facultad de Comunicación Humana
  - Facultad de Contaduría, Administración e Informática
  - Facultad de Derecho y Ciencias Sociales
  - Facultad de Diseño
  - Facultad de Enfermería
  - Facultad de Farmacia
  - Facultad de Medicina
  - Facultad de Psicología
  - Facultad de Nutrición
  - Facultad de Ciencias del Deporte
  - Facultad de Estudios Sociales
  - Facultad de Estudios Superiores de Cuautla

- Institutos
  - Instituto de Ciencias de la Educación
  - Instituto de Investigación en Ciencias Básicas y Aplicadas (IICBA)

- Centros de Investigación
  - Centro de Investigación en Ciencias Sociales y Estudios Regionales
  - Centro Interdisciplinario de Investigación en Humanidades
  - Centro de Investigación en Biotecnología (CEIB)
  - Centro de Investigaciones Biológicas (CIB)
  - Centro de Investigación en Biodiversidad y Conservación (CIByC)
  - Centro de Investigación en Ingeniería y Ciencias Aplicadas (CIICAp)
  - Centro de Investigaciones Químicas (CIQ)
  - Centro de Investigación en Ciencias Cognitivas (CINCCO)
  - Centro de Investigación en Ciencias (CInC)

- Escuelas de nivel superior
  - Escuela de Danza, Música y Teatro
  - Escuela de Turismo
  - Escuela de Estudios Superiores de Atlatlahucan
  - Escuela de Estudios Superiores de Jojutla
  - Escuela de Estudios Superiores de Xalostoc
  - Escuela de Estudios Superiores del Jicarero
  - Escuela de Estudios Superiores de Yecapixtla
  - Escuela de Estudios Superiores de Mazatepec
  - Escuela de Estudios Superiores de Yautepec
  - Escuela de Estudios Superiores de Jonacatepec
  - Escuela de Estudios Superiores del Tetecala
  - Escuela de Estudios Superiores de Totolapan
  - Escuela de Estudios Superiores de Miacatlán
  - Escuela de Estudios Superiores de Tepalcingo

- Preparatorias
  - Escuela Comunitaria de Tres Marías (ubicada en Huitzilac)
  - Escuela de Técnicos Laboratoristas (ubicada en Cuernavaca)
  - Preparatoria Diurna n.º 1 "Prof. Bernabé L. de Elías" (ubicada en Cuernavaca)
  - Preparatoria Vespertina n.º 1 "Prof. Bernabé L. de Elías" (ubicada en Cuernavaca)
  - Preparatoria n.º 2 "Antonio L. Mora del Castillo" (ubicada en Cuernavaca)
  - Preparatoria n.º 3 "Prof. Luis Ríos Alvarado" (ubicada en Cuautla)
  - Preparatoria n.º 4 (ubicada en Jojutla)
  - Preparatoria n.º 5 (ubicada en Puente de Ixtla)
  - Preparatoria n.º 6 (ubicada en Tlaltizapán)

### Centro de Investigación en Biotecnología (CEIB)
El personal del CEIB, durante el periodo 2008-2009 atendió a 70 estudiantes que realizaron su trabajo de investigación en temáticas relacionadas con la biotecnología. De ellos, 28 fueron de nivel licenciatura, 24 de maestría y 18 de doctorado.
Las y los 42 estudiantes de posgrado que realizaron sus tesis en este centro de investigación fueron apoyados con becas por los siguientes organismos: CONACYT, PROMEP, SEP, SER, FOMIX y SEMARNAT.
Los registros señalan que del grupo de tesistas, 11 obtuvieron título de licenciatura y 21 grado de maestría, mientras que en el doctorado solo 2 se graduaron en el periodo mencionado.
A través del Centro de Investigación en Biotecnología se reestructuró el programa de estudios de posgrado (PEP) de: Maestría en Biotecnología; también se realizó la solicitud de evaluación del PEP por parte del CONACYT con el fin de Ingresarlo al Padrón Nacional de Posgrados de Calidad (PNPC).
El personal académico del CEIB, integrado por 40 doctores, 30 de ellos miembros el Sistema Nacional de Investigadores, participó en la creación de un nuevo programa de posgrado propuesto de manera integrada por la DES de Ciencias Naturales: el Doctorado en Ciencias Naturales, con opciones terminales en a) Biotecnología y b) Ecología evolutiva y Conservación.
El personal docente del CEIB, participó en diversos eventos nacionales e internacionales entre quienes destacan:
1. Dra. Elba Villegas Villarreal, curso de actualización del Instituto de Neurobiología, UNAM.
2. Dra. Laura Ortiz Hernández, taller SEMARNAT.
3. Dra. María del Refugio Trejo Hernández, estancia INRA-Grignon, Francia.
4. M. en B. Daniel Morales, estancia INRA-Grignon, Francia.
5. Dr. Alexandre T. Cardoso Taketa estancia Universidad de Picardie, Francia, Conferencia Centro d Investigación, Yucatán; Conferencia Facultad de Químicas, UNAM.
6. Dr. Jorge Luis Folch, Ciclo de Conferencias (Ponente) Centro de Investigación en Biotecnología Aplicada, Tlaxcala, (Ponente) Universidad Intercontinental, Curso (Profesor Invitado) Instituto de Ecología, Xalapa, Veracruz.
7. Dr. Gabriel Iturriaga de la Fuente, conferencia Centro de Investigación en Biotecnología Aplicada, Tlaxcala.
8. Dr. Ramón Suárez Rodríguez, International ECO-Healt Forum (Ponente) International Development Reserch Center.
9. Dr. Fernando Martínez Morales conferencia Instituto Politécnico Nacional.

Así mismo, a nivel nacional e internacional, 15 profesores de tiempo completo (PTC), participaron como árbitros; 16 como evaluadores de proyectos; 5 obtuvieron el reconocimiento del PROMEP; 5 ingresaron al Sistema Nacional de Investigadores: (uno como candidato, cuatro con nivel uno).
Uno de los PTC asesora al Comité Estatal de Sanidad Vegetal. La Dra. Ma. Luisa Villarreal Ortega funge como presidenta de la mesa directiva nacional de la Sociedad Mexicana de Biotecnología. Dos PTC obtuvieron el grado de doctor y uno el de técnico académico de maestría.
Como resultado de la investigación del CEIB durante el año 2008, se editaron 19 publicaciones y 10 más están en imprenta, así mismo, se participó en 15 congresos de los cuales se pueden enlistar:
- Congreso de Medicina Tradicional e Integrativa.
- Reunión Nacional de Investigación en Productos Naturales
- XXX Congreso Nacional de Control Biológico.
- 7th Joint Meeting on Natural Products.
- World Congress on in Vitro Biology
- Symposium in Pharmacognosy
- Congreso Latinoamericano de Biotecnología Ambiental
- 108th General Meeting
- Plant Biology 2008
- Congreso Nacional de Fijación Biológica de Nitrógeno
- Congreso Latinoamericano de Biotecnología Ambiental
- Congreso Nacional de Bioquímica

El CEIB ofrece en su programa de extensión dos diplomados y cuatro seminarios institucionales, con la siguiente participación:
- 1. Diplomado: Gestión integral de residuos, 58 participantes.
- 2. Diplomado: Tópicos selectos en el estudio de las plantas medicinales, asistiendo 15 participantes.
- 3. Seminario Regulación Transcripcional en la levadura Saccharomyces cerevisiae: Un Modelo Alternativo Impartido, con 25 participantes.
- 4. Seminario Ecología de la mariposa primitiva Bavoria brevicornis, con 25 participantes.
- 5. Seminario Institucional del CEIB: Riboswitching al ritmo de la tiamina Impartido por el Dr. Juan Miranda-Ríos, y una participación de 25 asistentes.
- 6. Seminario Institucional CEIB: Caracterización fenotípica y genotípica del hongo entomopatógeno/Paecilomycesfumosoroseus/ Impartido por la Dra. Conchita Toriello, en el que 25 personas participaron.

### Centro de Investigaciones Biológicas (CIB)
Los estudiantes del Centro de Investigaciones Biológicas participaron en la elaboración de tres antologías correspondientes a las materias de Biología I, II y III. Se tuvieron 48 participaciones como revisores y jurados de tesis de licenciatura, principalmente en la Facultad de Ciencias Biológicas; ocho participaciones en la revisión y jurado de tesis de maestría.
Los estudiantes del CIB han brindado más de 120 tutorías a alumnos de licenciatura de la Facultad de Ciencias Biológicas, tutorías para Veranos de la Investigación Científica y semana de la investigación; han participado en la evaluación de seminarios de investigación.
Se tienen registradas 49 tesis de licenciatura en proceso y 12 concluidas; 5 Tesis de maestría y 9 de doctorado en proceso de diversos programas de posgrado nacionales e internacionales.
Los académicos de tiempo completo del CIB han participado en la elaboración o reestructuración de planes de estudio de los niveles medio superior, superior y posgrado. Colaboraron en la reestructuración del plan de estudios de la Facultad de Ciencias Biológicas y en los siguientes programas de posgrado tanto para la DES de Ciencias Naturales como para la propia Facultad:
- Programa de Doctorado en Ciencias Naturales de la DES de Ciencias Naturales
- Programa de Maestría en Manejo Integrado de la DES de Ciencias Naturales
- Programa de Maestría en Fruticultura Tropical de la Facultad de Ciencias Biológicas
- Programa para la Especialidad en Entomología Aplicada de la Facultad de Ciencias Biológicas

Actualmente el CIB cuenta con 30 Profesores-Investigadores de tiempo completo con perfil PROMEP. La planta docente ha sido merecedora del reconocimiento de la Sociedad Mesoamericana para la Biología y la Conservación por la organización del XI Congreso Mesoamericano para la Biología y la Conservación; así como también del reconocimiento por su participación y colaboración en el proceso de elaboración y oficialización del Programa de Conservación y Manejo del parque nacional Grutas Cacahuamilpa.
Los docentes forman parte de la Red Latinoamericana de hongos comestibles y medicinales, Algunos de los investigadores se encuentran inscritos en la Maestría en Desarrollo Rural, Maestría en Ciencias en Desarrollo Rural, Maestría en Educación y en programas de doctorado.
Como productos de investigación, durante el periodo 2008-2009, se elaboraron 2 libros publicados y 2 que se encuentran en imprenta; se ubicaron 3 colaboraciones en libros y se realizaron 26 capítulos de libros que se encuentran en preparación o revisión, 4 capítulos para libros que ya han sido aceptados y 18 que ya fueron publicados.
Los resultados de la investigación realizada en el CIB, también se difunde a través de artículos de revistas arbitradas, teniendo 16 artículos publicados, 9 aceptados y 8 enviados; se elaboraron 7 artículos de divulgación científica ya publicados; 53 memorias, resúmenes y antologías.
Los profesores de tiempo completo tienen presencia en sociedades académicas y en cuerpos académicos en los que desarrollan la investigación del área biológica.
Como parte del programa de extensión, el CIB participa en programas de radio o televisión en 32 diferentes programas Producción y conducción del programa radiofónico "Juego de hojas". Elaboración del proyecto y producción de la nueva imagen del programa 2008 que incluye: promocional, cortinillas, entrada, salida, selección de música, voz.
Se tienen registrados 52 programas al aire, en vivo en base al objetivo generar una cultura para la preservación y manejo de los recursos naturales y culturales. Renovación bianual del convenio entre el programa radiofónico y la dirección de radio y televisión.
El programa de extensión incluye 59 participaciones como instructores en cursos o talleres, la organización de 14 cursos y más de 20 participaciones en proyectos de apoyo comunitario; así mismo, se han dictado 78 conferencias y firmado diez convenios de colaboración con diferentes instancias.

### Centro de Investigación en Biodiversidad y Conservación (CIByC antes  CEAMISH)
Los PTCs del CIByC impartieron como titulares en 2008 un total de 51 cursos de 30 diferentes materias de licenciatura, en la Facultad de Ciencias Biológicas (FCB), Escuela de Técnicos Laboratoristas, Facultad de Artes (FA) y Facultad de Humanidades (FH), de la UAEM. Estos cursos implicaron la impartición de clases a un total cercano a 800 estudiantes. Varios PTCs del centro participaron activamente en actividades de revisión y reestructuración del plan de estudios de la Licenciatura en Biología de la Facultad de Ciencias Biológicas de la UAEM y en la revisión y elaboración de la propuesta para someter en la convocatoria para ingreso al Programa Nacional de Posgrado de Calidad la propuesta del Doctorado en Ciencias Naturales de la DES de Ciencias Naturales, trabajando en conjunto con colegas del CIB, CEIB y FCB-UAEM.
En el periodo 2008-2009, los PTCs adscritos al CIByC desarrollaron una gran cantidad de actividades de investigación. Se reporta la publicación de 44 artículos, lo que representa un promedio de 1.38 por PTC. También se logró la firma de 3 convenios con CEAMA y con SEMARNAT del DF, así como la integración y desarrollo de 17 proyectos de Ordenamiento Ecológico Territorial, que incluyen los de los estados de Guanajuato, Chiapas y Distrito Federal y los de 13 municipios de Morelos y tres del Estado de México.
El CIByC participó activamente en la Semana de la Conservación - CONANP, con pláticas en las cabeceras municipales de los municipios que tienen participación en la Red de la Biosfera Sierra de Huautla (REBIOSH). También se participó en el Primer Foro Iberoamericano de Ciudades Verdes y la Primera Feria Ambiental Agenda XXI, coorganizada por el PNUMA / FLACAM / Ayuntamiento de Cuernavaca / UAEM / PASA.

### Centro de Investigación en Ingeniería y Ciencias Aplicadas (CIICAp)

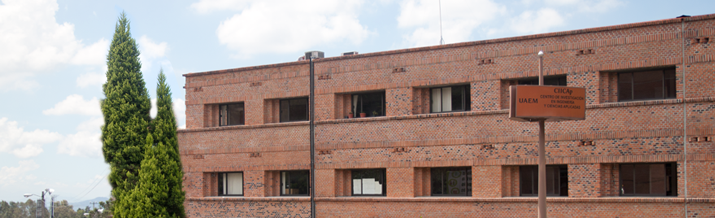
Centro de Investigación en Ingeniería y Ciencias Aplicadas

La planta académica del CIICAp está constituida por 38 PTC, todas/os con doctorado; 36 PTC pertenecen al Sistema Nacional de Investigadores distribuidos en los siguientes niveles: 6 tienen el nivel de candidato, 21 con nivel I y 9 con nivel II.
Como resultado de la investigación que se ha venido llevando a cabo en el CIICAp, se publicaron 95 artículos en revistas indexadas en el periodo 2008-2009 y se tiene en promedio 2.5 artículos con arbitraje internacional por profesor; se cuenta con 19 artículos en imprenta y 9 enviados.
Se ha tenido una mayor participación (aproximadamente de un incremento del 20%) de estudiantes de posgrado en las publicaciones arbitradas, artículos en extenso y en congresos.
Se llevó a cabo el convenio CIICAp- CONTINENTAL para impartir la maestría en Ingeniería y Ciencias Aplicadas a personal de Continental de Cuautla.
La UAEM tiene registrados 82 cuerpos académicos; 48 se encuentran en formación, 26 en consolidación y 8 están consolidados. La investigación desarrollada en la Universidad no ha impactado a la docencia y a la extensión con la fuerza y sentido requerido. Un ejemplo es que los PTC de más alto nivel tengan dificultades para impartir clases en licenciatura, o que cuando lo hacen, no atiendan a los estudiantes de los primeros semestres.
EL nivel de habilitación de la planta académica con la que cuenta la UAEM ello ha hecho posible que 9 programas de posgrado estén reconocidos dentro del Padrón Nacional de Posgrados de Calidad.
Las actividades de extensión se han articulado sólo de modo parcial con la docencia y la investigación, reduciendo el impacto que la Universidad podría tener sobre el sector social, público y privado en el Estado. En diversos grupos de la comunidad universitaria persiste la idea de que la tercera función sustantiva (extensión) es accesoria y que tiene propósitos de esparcimiento. Por ello las actividades de extensión no se incorporan orgánicamente a los planes y programas de estudio.
Compete a todas las unidades académicas, de investigación y funcionarios universitarios, acercar a los diferentes sectores de la población, los beneficios de la ciencia, la tecnología y las expresiones artísticas; así como transferir a toda la comunidad los conocimientos y servicios que de ellos emanan.

### Centro de Investigación en Ciencias Cognitivas (CINCCO)
El Centro de Investigación en Ciencias Cognitivas (CINCCO) es responsable por los programas educativos de Maestría (nivel PNPC: Consolidado) y Doctorado (nivel PNPC: Reciente creación) en Ciencias Cognitivas, siendo el primer centro de investigación en México específicamente dedicado a las ciencias cognitivas y cuyos programas educativos son igualmente pioneros en el área en México, y son uno de los pocos posgrados en ciencias cognitivas de América Latina. El CINCCO se ubica en el edificio 41 del campus norte en la ciudad de Cuernavaca, y está organizado en las cinco siguientes áreas disciplinarias: Antropología Cognitiva Evolutiva; Neurociencia Cognitiva Evolutiva; Lenguaje y Cognición; Epistemología y Filosofía de la Mente; y Psicología Cognitiva. Futuramente se incluirá el área de Cognición Social. Cuenta con siete profesores investigadores de tiempo completo directamente administrados bajo este centro.

### Escuela de Ciencias del Deporte
El 22 de marzo de 2013, por consejo universitario se fundó la Escuela de Ciencias del Deporte la cual alberga la Licenciatura en Ciencias del Deporte, fue nombrado director el Lic. Vicente Ramírez Vargas, dando inicio de actividades el 3 de agosto de 2013 con una matrícula de 70 estudiantes a la fecha cuenta con una matrícula de 213 estudiantes que cursan el 1.er, 3.er, 4.º y 5.º semestre; en convenio con la Escuela Nacional de Entrenadores Deportivos ENED imparten la Maestría en Ciencias del Deporte con estudiantes en 1.er y 3.er semestre con una matrícula de 26 estudiantes de nivel posgrado. la planta académica se integra por 18 docentes de ellos uno es Profesor investigador de Tiempo Completo.
El objetivo de la escuela es formar profesionales en las ciencias del deporte capaces de administrar, gestionar proyectos, programas deportivos, hacer investigación, desarrollar métodos y técnicas de entrenamiento deportivo hacia el alto rendimiento, en actividades físicas y recreativas en atención de los diferentes grupos poblacionales y su diversidad, así como promover de manera integral el cuidado de la salud, a través del conocimiento de los fundamentos teóricos, habilidades, técnicas de las ciencias del deporte, permitiendo así que se puedan desempeñar en las áreas de la administración deportiva, entrenamiento deportivo y de la salud integral con sentido humanístico, de responsabilidad y compromiso social.

### Escuela de Estudios Superiores de Jojutla
La UAEM participó en 1993 en la creación de una institución de nivel superior que satisficiera las necesidades educativas de nivel superior en la región sur del Estado. Buscó como primera etapa, la desconcentración de carreras que por su gran demanda saturan la matrícula de la universidad y posteriormente ofrecer nuevas opciones profesionales, así como el desarrollo de posgrados e investigación y la difusión y extensión permanente de la cultura. 
El Instituto Profesional de la Región Sur (IPReS)  fue aprobado por el Honorable Consejo Universitario y con ello su inicio el día 16 de julio del año 1993. Fue hasta el 9 de septiembre de este año que el  IPReS abre sus puertas con las licenciaturas en Derecho, Contaduría pública y Administración. Fueron 11 las y los maestros fundadores de la institución e inició sin un director propuesto, el primero en ocupar este cargo fue Sergio Eduardo Aguilar Sánchez, quien permaneció ahí hasta 1995.
Del año 1995 hasta el año 1998, se nombra el primer director del instituto, Roberto Téllez Rodríguez. En enero de 1998 egresan las primeras generaciones integradas por 40 alumnos de la licenciatura en Derecho, 32 alumnos en la licenciatura en Contaduría Pública y de la licenciatura en Administración integrada por 27 alumnos.
En el año 2002, al plantel educativo se le denominó Campus Sur. En el transcurso del 2011, la institución nuevamente cambió su nombre por el Instituto Profesional de la Región Sur, dejando atrás el de Campus sur. El 28 de marzo del 2014, desde el seno del Consejo Universitario surge el nuevo nombre para la institución llamada a partir de ese momento Escuela de Estudios Superiores de Jojutla, siendo directora Aurora Catalina Cedillo.
Anteriormente el IPReS abarcaba distintas sedes en Mazatepec, Puente de Ixtla, Jojutla, y Jicarero que fueron separándose gradualmente pero pertenecían a la Escuela de Estudios Superiores de Jojutla, esta última sede fue una separación importante para la unidad académica.
En 2016, los CIEES llevaron a cabo la evaluación de sus planes de estudio y a inicios de 2017 el rector entrega los documentos que acreditan el nivel 1 de los 3 planes de estudios.
En el año 2018 se realizan nuevamente las elecciones donde resultó ganadora Silvia Cartujano Escobar y en ese noviembre el consejo universitario le otorga el nombramiento de directora. En este mismo año se realizaron los festejos del XXV aniversario de la institución